# 塞纳戈
塞纳戈（義大利語：Senago），是意大利米兰省的一个市镇。总面积8.63平方公里，人口21096人，人口密度2444.5人/平方公里（2009年）。国家统计（ISTAT）代码为015206。